# Fenomen natural
El concepte de fenomen natural es refereix a un canvi que es produeix en la naturalesa, és a dir, que no és provocat per l'acció humana. Aquests poden influir en la vida humana de manera positiva (pluja sobre cultius), etc, o de manera negativa (Cicló tropical, huracà sobre una ciutat). N'hi ha d'altres que poden no influir (com un arc de Sant Martí).
En el llenguatge informal, el fenomen natural apareix gairebé com a sinònim d'esdeveniment inusual, sorprenent o desastrós des de la perspectiva humana. No obstant això la formació d'una gota de pluja és un fenomen natural de la mateixa manera que un huracà.
Anomenem desastres naturals als fenòmens naturals perillosos per a l'espècie humana. La pluja, per exemple, no és com a tal un desastre, però pot ser-ho si es reuneixen certes condicions com una intensitat inusual, sumada a la mala planificació urbana, és a dir, la construcció d'habitatges en llocs vulnerables a inundacions.
Els fenòmens Naturals més comuns són els fenòmens meteorologics, impliquen un canvi en el clima d'aquell.

## Exemples de fenòmens naturals

### Fenòmens astronòmics
Són aquells estudiats per l'astronomia que involucren a la Terra en tant planeta i a altres astres que poden tenir influència a la Terra o no.
- La radiació solar és el conjunt de radiacions electromagnètiques que tenen origen en el Sol i que incideixen en la resta dels cossos del sistema solar en funció de la seva distància, incloent-hi la Terra i la seva Lluna.
- Les fases de la Lluna que són els canvis de l'aspecte del satèl·lit causa del seu canvi de posició respecte a la Terra i el Sol.
- Els moviment de la Terra, rotació i translació, que produeixen canvis en el lloc i en l'angle en el qual incideix la radiació solar a la Terra produint la successió dels dies i les nits i les estacions de l'any.

### Fenòmens geològics
Estudiats per la geologia i relacionats amb la part sòlida del planeta Terra. Alguns exemples en són:
- El procés de formació de les serralades, anomenat orogènesi que es desenvolupen al llarg de milers o milions d'anys.
- El procés de formació del carbó, el petroli, o el gas, a partir de matèria orgànica que tenen lloc al llarg de milers o milions d'anys.

### Fenòmens hidrològics
Estudiados por la hidrología, y relacionados con el agua.
- El fet de fluir de l'aigua en el llit d'un riu a causa del relleu i la gravetat, que en funció del pendent, pot constituir salts d'aigua, aigües braves o meandres.
- El moviment d'aigües en l'oceà, conegut com a corrents oceànics.
- Altres moviments del mar com les ones.

### Fenòmens atmosfèrics
Tenen lloc en l'atmosfera. Són estudiats per la meteorologia i que, al seu torn, determinen el clima, el qual és objecte d'estudi de la climatologia.
- El vent, el moviment de masses d'aire a causa de les diferències de pressió atmosfèrica.
- La pluja consisteix en la caiguda d'aigua dels núvols. Aquesta cau en forma de gotes d'aigua encara que pugues també caure en forma de neu o graníssol
- El llamp que és una descàrrega electroestàtica entre l'atmosfera i el sòl o entre dues zones de l'atmosfera.

### Fenòmens biològics i ecològics
Estudiats per la biologia i l'ecologia.
- L'evolució de les espècies, que és el conjunt de canvis en caràcters fenotípics i genètics de poblacions biològiques que té lloc després de moltes generacions.
- La migració animal, que és el desplaçament periòdic d'un hàbitat a un altre.

- L'extinció de les espècies, en èpoques anteriors a l'aparició de l'espècie humana.
- La fecundació és el procés pel qual dos gàmetes (masculí i femení) es fusionen durant la reproducció sexual per crear un nou individu.

## Desastres naturals
Són els mateixos fenòmens naturals que ocasionen danys i destrucció de diversa magnitud sumats fonamentalment a l'acció indirecta de l'ésser humà, que no preveu que les seves accions poden ocasionar-li pèrdues a si mateix.

### Desastres generats a l'interior de la Terra

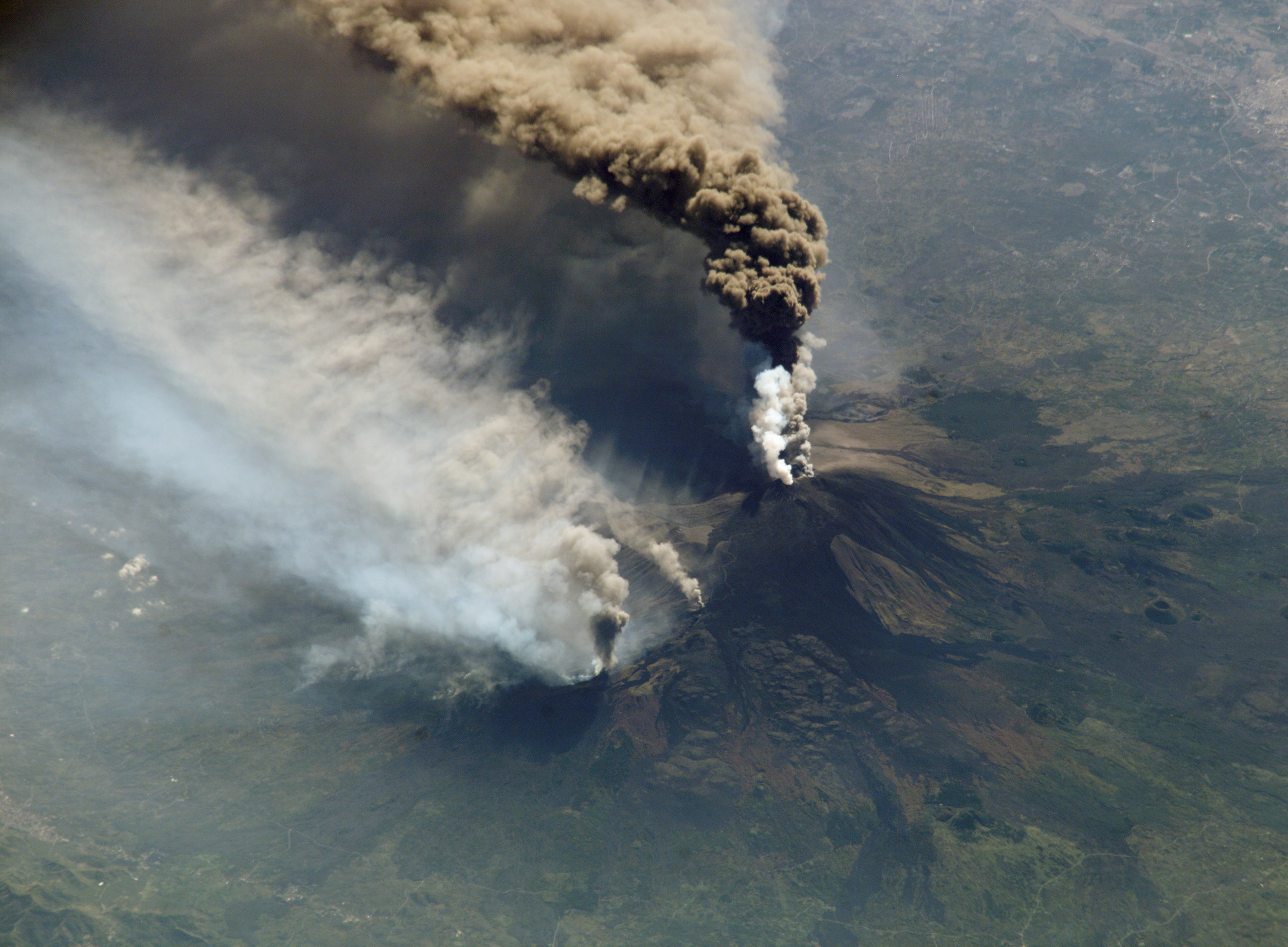
Erupció del volcà Etna, vista des de l'Estació Espacial Internacional.

- Terratrèmol: moviment de l'escorça terrestre (moviment de plaques tectòniques) que genera deformacions intenses en les roques de l'interior de la Terra, acumulant energia que sobtadament és alliberada en forma d'ones que sacsegen la superfície terrestre.
- Tsunami (o sisme submarí): moviment de l'escorça terrestre en el fons de l'oceà, formant i propagant ones de gran altura.
- Erupció volcànica: és el pas del magma, cendres i gasos de l'interior de la Terra a la superfície passa des de l'interior fins al cràter i l'exterior.

### Desastres generats per processos dinàmics de la superfície de la Terra

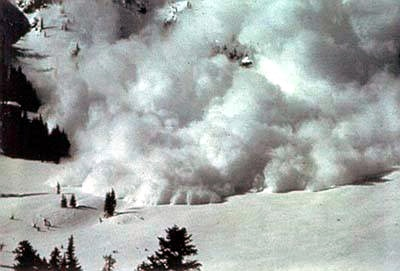
Allau

- Solsides: que es produeixen com a resultat de canvis sobtats o gradual de la composició, l'estructura, la hidrologia o la vegetació d'un territori en decadència o pendent.
- Enderrocaments: la tardor és una franja de terra, que perd la seva estabilitat o la destrucció d'una estructura construïda per l'home.
- Allaus: aquest és el desplaçament d'una capa de neu pendent avall, que es pot incorporar part del substrat i de la cobertura vegetal del pendent.
- Al·luvions (aiguadeixos): fluxos de grans volums de fang, aigua, gel, roques, es va originar per la ruptura d'una llacuna o ficar un cobertes de neu.
- Lliscaments: despreniment de fang i roca a causa de la pluja, es presenta com un cop de fang aigua que llisca a alta velocitat en congosts secs i de baix cabal, arrossegant pedres i troncs.

### Desastres generats per fenòmens meteorològics

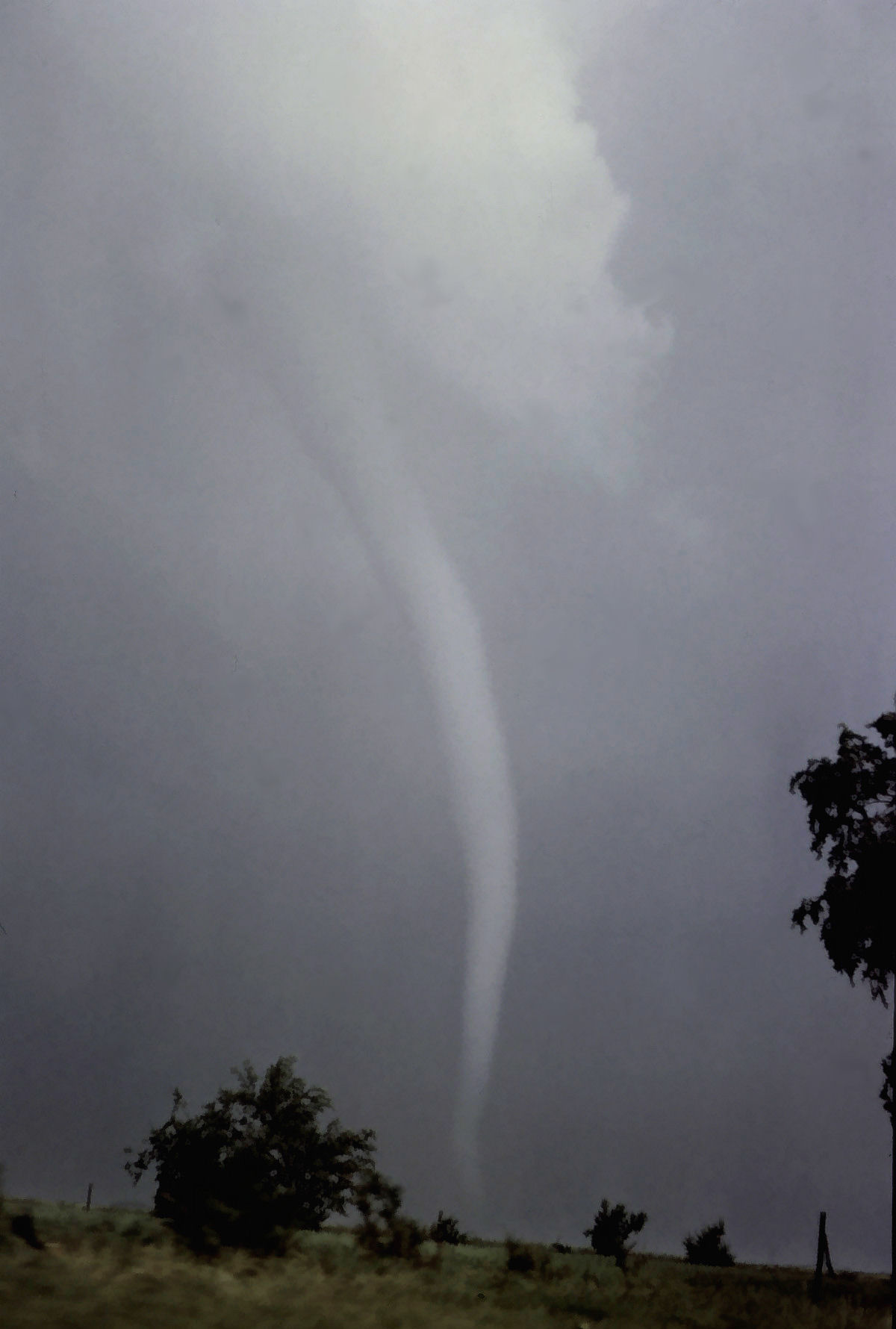
Tornado

- Inundació: invasió lenta o violenta d'aigües de riu, llacunes o llacs, a causa de fortes precipitacions fluvials o ruptures d'embassaments, causant danys considerables. Es poden presentar en forma lenta o gradual en planes i de forma violenta o sobtada en regions muntanyenques d'alt pendent.
- Sequeres: deficiència d'humitat en l'atmosfera per precipitacions pluvials irregulars o insuficients, inadequat ús de les aigües subterrànies, dipòsits d'aigua o sistemes d'irrigació.
- Gelades: produïda per les baixes temperatures, causant dany a les plantes i animals.
- Tempestes: fenomen atmosfèric produït per descàrregues elèctriques en l'atmosfera.
- Calamarsada: precipitació d'aigua en forma de gotes sòlides de gel.
- Tornados: vents huracanats que es produeixen en forma giratòria a grans velocitats.
- Huracans: vents que sobrepassen més 145 mph (milles per hora) a conseqüència de la interacció de l'aire calent i humit, que ve de l'oceà Pacífic o de l'Atlàntic, amb l'aire fred.

### Desastres d'origen biològic
- Plagues: són calamitats produïdes en els cultius per certs animals.
- Epidèmies: són la generalització de malalties infeccioses a un gran nombre de persones i en un determinat lloc.
- Pandèmies: són la generalització de malalties infeccioses a un gran nombre de persones a tot el món.

### Desastres espacials

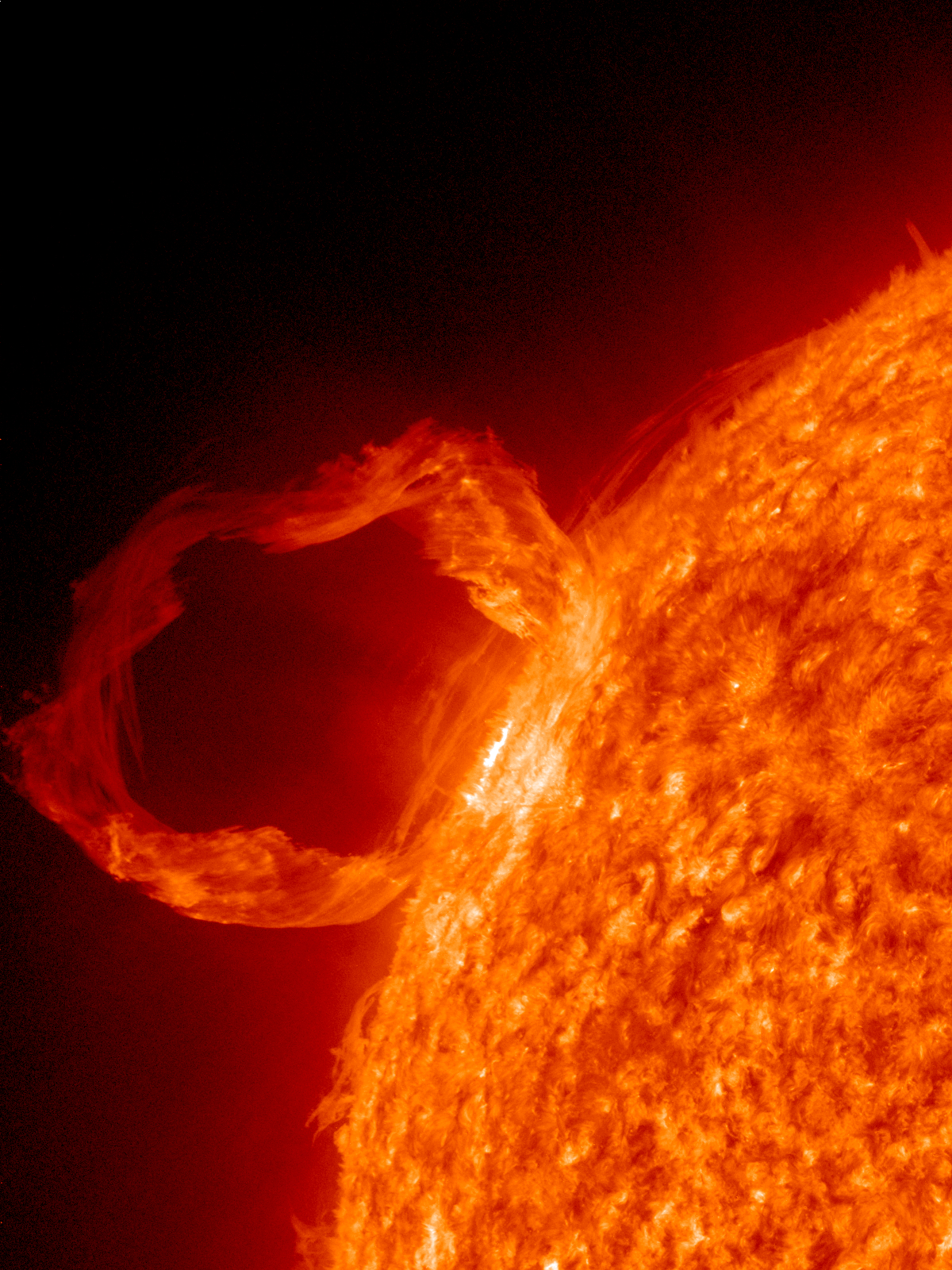
Tempesta solar

- Tempesta solar
- Impacte d'un asteroide o meteorit
- Pluja de meteorits

## Efecte hivernacle
Un altre fenomen natural és l'efecte hivernacle, que és un fenomen atmosfèric natural que permet mantenir la temperatura del planeta, en retenir part de l'energia provinent del Sol. No ha de confondre's aquest fenomen amb escalfament global que ve succeint des del segle XX que és un efecte de l'activitat humana, en particular és un efecte augmento de les emissions de gasos d'efecte hivernacle.

## Fenomen natural extrem
Gairebé tots els fenòmens naturals tenen classificacions, així per exemple una pluja d'uns pocs mil·límetres. En un dia no sol causar danys, excepte en condicions molt particulars, però una pluja de més de 100 mm en un dia segurament causarà problemes seriosos a l'àrea on precipita.
La freqüència amb què es produeix un determinat fenomen natural se sol relacionar amb el seu temps de tornada.
Per exemple una pluja amb un temps de tornada de 500 anys (que es repeteix de mitjana una vegada cada 500 anys) serà una pluja molt més intensa que una pluja que tingui un temps de tornada de 50 anys, o que es repeteixi de mitjana una vegada cada 50 anys. Com més gran és el temps de tornada d'un determinat fenomen natural, més extrem es pot considerar aquest fenomen.